# Juan Sandoval Íñiguez
Juan Sandoval Íñiguez (Yahualica, 28. ožujka 1933.) meksički je prelat Katoličke Crkve koji je služio kao nadbiskup Guadalajare od 1994. do 2011. godine. Kardinalom ga je proglasio papa Ivan Pavao II. 1994. godine.
Bio je jedan od kardinala izbornika koji su sudjelovali na papinskoj konklavi 2013. godine na kojoj je izabran papa Franjo.